# Bawly
Bawly (russisch Бавлы́; tatarisch Баулы Bawlı) ist eine Stadt in der Republik Tatarstan (Russland) mit 22.109 Einwohnern (Stand 14. Oktober 2010).

## Geografie
Die Stadt liegt auf den Bugulma-Belebeier Höhen im äußersten Südosten der Republik, etwa 370 km südöstlich der Republikhauptstadt Kasan am gleichnamigen Flüsschen Bawly (auch Bawlinka), welches in den Ik, einen linken Nebenfluss der Kama, mündet.
Bawly ist der Republik administrativ direkt unterstellt und zugleich Verwaltungszentrum des gleichnamigen Rajons.
Nächstgelegene Eisenbahnstation ist das 40 km entfernte Jutasa an der Strecke Uljanowsk – Tschischmy (– Ufa). Durch die Stadt führt die Fernstraße M5 Moskau – Samara – Tscheljabinsk, welche hier von der Straße Kasan – Orenburg gekreuzt wird.

## Geschichte
Ein Ort im Gebiet der heutigen Stadt entstand im 17. oder 18. Jahrhundert (verschiedene Angaben zwischen 1626 und 1755); Bawly erhielt 1950 den Status einer Siedlung städtischen Typs und am 17. September 1997 das Stadtrecht.

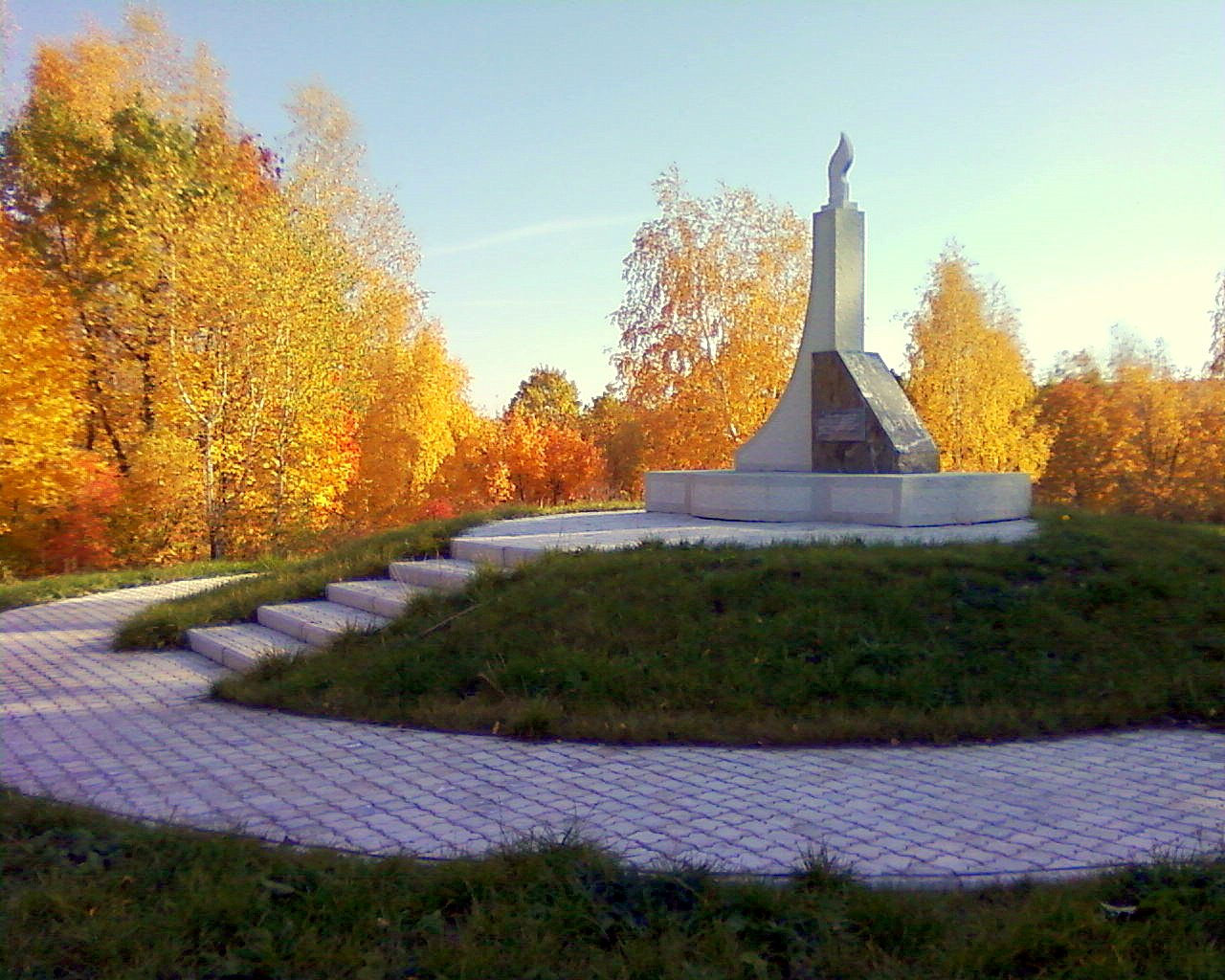
Denkmal für die ersten Ölförderer in Bawly

Es besteht eine Städtepartnerschaft zu Kütahya in der Türkei.
| Jahr | Einwohner |
| ---- | --------- |
| 1939 | 2.838     |
| 1959 | 13.315    |
| 1970 | 14.706    |
| 1979 | 16.070    |
| 1989 | 20.025    |
| 2002 | 22.939    |
| 2010 | 22.109    |

Anmerkung: Volkszählungsdaten

## Kultur und Sehenswürdigkeiten
Bawly besitzt ein Heimatmuseum.

## Wirtschaft
Hauptwirtschaftszweig ist die Erdöl- und Erdgasförderung durch Tatneft (Bereich Bawlyneft). Die Stadt ist Zentrum eines Landwirtschaftsgebietes.